# Tanjung Iman (Kaur Tengah)
Tanjung Iman is een bestuurslaag in het regentschap Kaur van de provincie Bengkulu, Indonesië. Tanjung Iman telt 1276 inwoners (volkstelling 2010).